# Ernst van Saksen-Meiningen

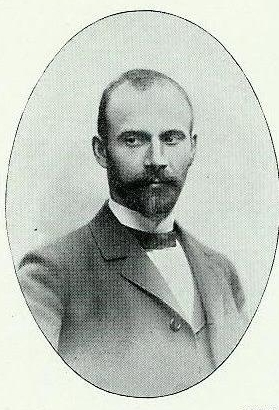
Prins Ernst van Saksen-Meiningen

Ernst Bernhard Victor George van Saksen-Meiningen (Meiningen, 27 september 1859 - Bad Liebenstein, 29 december 1941) was een prins van Saksen-Meiningen uit het Huis Wettin.
Hij was de zoon van theaterhertog George II van Saksen-Meiningen uit diens tweede huwelijk met Feodora van Hohenlohe-Langenburg. Zijn oudere halfbroer was als Bernhardt III de laatste regerend hertog van Saksen-Meiningen. Ernst was de lievelingzoon van zijn vader. Hij decoreerde de Villa Carlotta (een villa in het Italiaanse Tremezzo, die eigendom was van de familie Saksen-Meiningen), en was verantwoordelijk voor de aankleding van het Theater in Meiningen. Prins Ernst was eredoctor aan de Universiteit van Jena en diende in de Eerste Wereldoorlog als luitenant a la suite bij de Pruisische infanterie.
Ernst was even in beeld als echtgenoot van Augusta Victoria van Sleeswijk-Holstein-Sonderburg-Augustenburg, de latere echtgenote van keizer Wilhelm II maar hun beider ouders zagen niets in de verbintenis. In plaats daarvan trouwde Ernst in 1892 morganatisch met Katharina (Käthe) Jensen, dochter van de Duitse schrijver Wilhelm Jensen. Zij werd voor de gelegenheid door George II in de adelstand verheven, maar Ernst viel weg uit de lijn van troonopvolging. Wel werd hij in 1928, na het overlijden van zijn halfbroer, hoofd van het Huis Saksen-Meiningen.